# 乙未籍户
乙未籍户，是1235年（乙未年）元朝太宗窝阔台在位期间对汉地（华北地区）进行的一次大规模户籍清理。

## 背景
蒙古帝國征金朝，历时二十余年，蒙古军所过之地，杀戮极重，因此造成大量人口损失和逃亡，产生大量无所属籍的流民。同时，蒙古诸王、大臣、将校肆意虏掠人口为其私奴。另外，汉地的军阀世侯也大肆招徕流民，扩充自己的势力。
蒙元初期，一方面为激励将士，对虏民为奴并不干涉，因此产生了附属于蒙古王公的投下户、驱口等，这些都不纳入蒙元帝国的赋税人口。而又为了取得汉地世侯军阀的支持，对其治下的的人口也往往不纳入帝国的人口统计。
随着蒙古灭金，在北方统治地位巩固，这些情形都不利于蒙元在华北地区的统治的巩固。1234年，蒙古灭金后，蒙元面临首要问题是恢复在华北的秩序，因此次年，也就是1235年（乙未年）下令籍户。

## 过程
早在金亡的前一年，大汗窝阔台就已令阿同葛充宣差勘事官，在汉地进行户籍清理，结果是“得户七十三万余”，此次扩户仅为乙未籍户先声。
1235年，蒙古大汗窝阔台任命失吉忽秃忽为“中州断事官”，主持对中原户籍的全面清理，包括：
- 全面进行户口登记，让流民就地著籍，“敢隐实者诛，籍其家”（《元史·董文炳传》）。

- 将社会职能不同、承担不同义务的人户，在户籍上区别开来，分别立籍，划分了民、站、打捕鹰坊、屯田、僧、道等户计。

- 对驱口进行分检。窝阔台发布圣旨规定：“不论回回、女真、汉儿人等，如是军前掳到人口，在家住坐做驱口，因而在外住坐，于随处附籍，便系皇帝民户，应当随处差发。主人见更不得识认。如是主人识认者，断按打奚罪戾。”

经过分检，一部分驱口被收为国家编户。次年，即1236年，籍户完成。这次编户，建立了较全面的户籍簿册，初步划分了诸色户计，这样蒙古时期汉族地区户籍制度的建立。

## 后绪
乙未籍户后，对改善汉地人口流失作用不大。由于“政烦赋重”，人户大量逃亡，到元太宗十年（1238）就出现“逃亡者十四五”的局面。因此才有了后来蒙哥汗时期的“壬子籍户”